# Vilim de Warenne, 5. grof Surreya
Vilim de Warenne (William de Warenne; 1166. ‒  London, 27. svibnja 1240.) bio je 5. grof Surreya, sin grofa Hamelina i grofice Izabele de Warenne te polunećak kralja Henrika II.
Vilim je bio prisutan na krunidbi svog bratića, kralja Ivana bez Zemlje. Bio mu je odan i dok su engleski plemići tražili da francuski kraljević preuzme Ivanovo prijestolje. Vilim je također bio odan Ivanovom sinu Henriku III.
13. 1225. Vilim je oženio Matildu Marshal, koja mu je rodila kćer Izabelu te nasljednika Ivana.
Moguće je da je Vilim oženio još jednu Matildu, koja je navodno umrla 6. veljače 1216.